# Grądzkie Ełckie
Grądzkie Ełckie (deutsch Gronsken, 1938 bis 1945 Steinkendorf) ist ein zur Gemeinde Kalinowo (Kallinowen, 1938 bis 1945 Dreimühlen) zählendes Dorf im nordöstlichen Masuren in der polnischen Woiwodschaft Ermland-Masuren, Powiat Ełcki (Kreis Lyck).

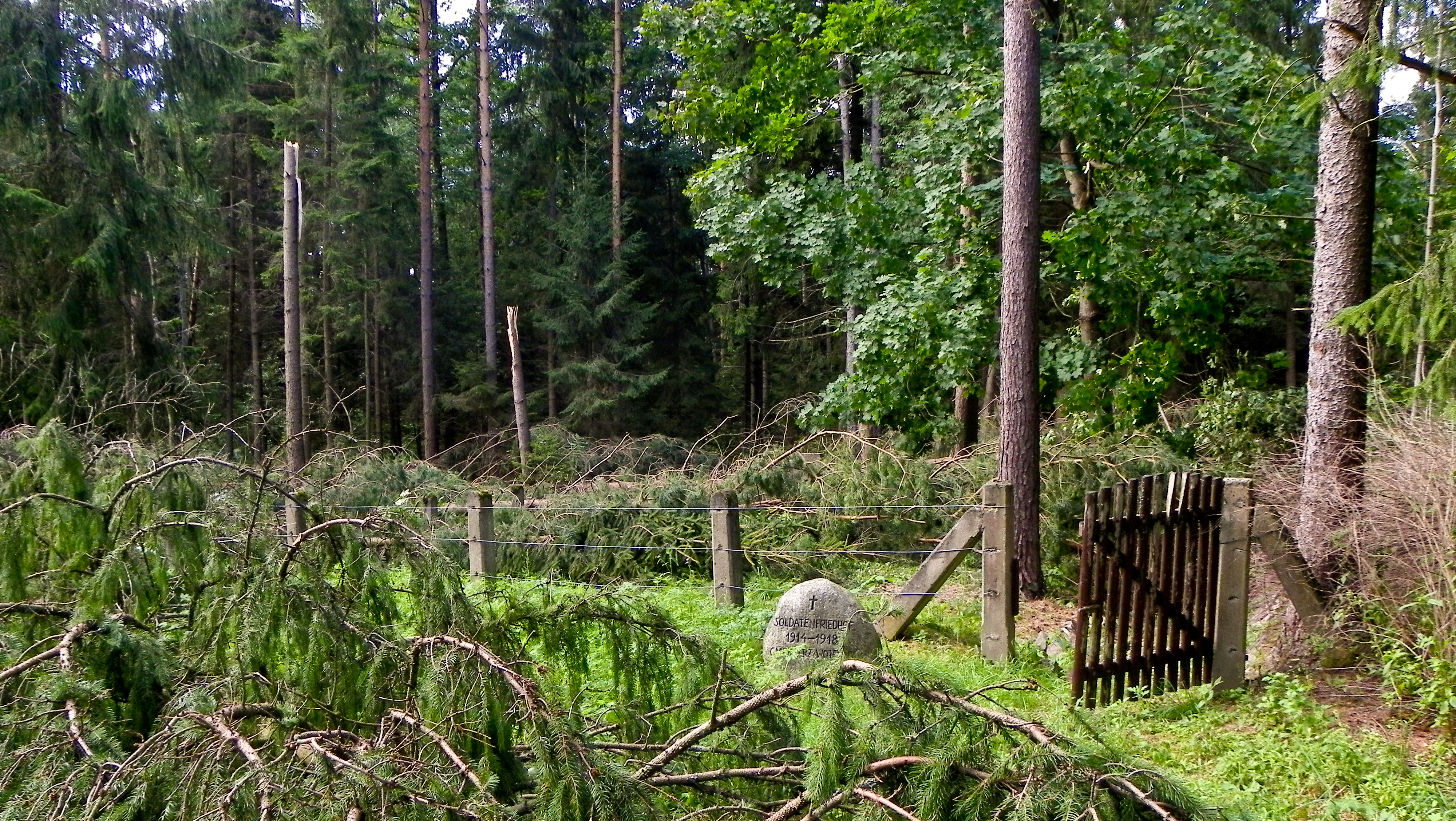
Soldatenfriedhof in Grądzkie Ełckie

## Geographische Lage
Das Dorf befindet sich vier Kilometer südöstlich der Ortschaft Kalinowo an einer von Krzyżewo nach Borzymy südlich abgehenden Landstraße.

## Geschichte
Gronsken wurde im Jahre 1484 gegründet.
Mit der preußischen Gebietsreform vom 27. Mai 1874 gehörte Gronsken verwaltungstechnisch als Landgemeinde zum Amtsbezirk Dluggen (polnisch Długie) im Kreis Lyck, der die Gemeinden Burnien, Dluggen, Dlugoniedziellen, Duttken, Gronsken, Kolleschnicken, Krzysewen, Prawdzisken und Romanowen und dem Gutsbezirk Imionken umfasste.
Am 24. Juni 1908 kam die bisher zum Amtsbezirk Dluggen gehörende Landgemeinde Gronsken mit Duttken und Romanowen zum Amtsbezirk Borszymmen.
Am 1. Dezember 1910 wurden in Gronsken 303 Einwohner gezählt.
Aufgrund der Bestimmungen des Versailler Vertrags stimmte die Bevölkerung im Abstimmungsgebiet Allenstein, zu dem Gronsken gehörte, am 11. Juli 1920 über die weitere staatliche Zugehörigkeit zu Ostpreußen (und damit zu Deutschland) oder den Anschluss an Polen ab. In Gronsken stimmten 180 Einwohner für den Verbleib bei Ostpreußen, auf Polen entfiel keine Stimme.
1933 sind in Gronsken 262 Einwohner verzeichnet.
Gronsken wurde am 18. August 1938 im Zuge der massiven Eindeutschung von Ortsnamen masurischer, polnischer oder litauischer Herkunft in „Steinkendorf“ umbenannt.
1939 hatte Steinkendorf (Gronsken) 244 Einwohner.
Nach Ende des Zweiten Weltkrieges 1945 fiel das zum Deutschen Reich (Ostpreußen) gehörende Steinkendorf an Polen. Die ansässige deutsche Bevölkerung wurde, soweit sie nicht geflüchtet war, nach 1945 größtenteils vertrieben bzw. ausgesiedelt und neben der angestammten masurischen Minderheit durch Neubürger aus anderen Teilen Polens ersetzt. Der Ort Steinkendorf wurde in der polnischen Schreibweise des historischen Ortsnamens Gronsken in „Grądzkie“ mit dem Zusatz „Ełckie“ umbenannt.
Von 1975 bis 1998 gehörte Grądzkie Ełckie zur damaligen Woiwodschaft Suwałki, kam dann 1999 zur neu gebildeten Woiwodschaft Ermland-Masuren. Heute ist das Dorf Sitz eines Schulzenamtes (polnisch Sołectwo) und somit eine Ortschaft im Verbund der Gmina Kalinowo.

## Religionen
Bis 1945 war Gronsken in die evangelische Kirche Borszymmen (1936 bis 1938 Borschymmen, 1938 bis 1945 Borschimmen, polnisch Borzymy) in der Kirchenprovinz Ostpreußen der Kirche der Altpreußischen Union sowie in die römisch-katholische Kirche Prawdzisken (1934 bis 1945 Reiffenrode, polnisch Prawdziska) im Bistum Ermland eingepfarrt.
Heute gehört Grądzkie Ełckie katholischerseits zur Pfarrei Kalinowo im Bistum Ełk der Römisch-katholischen Kirche in Polen. Die evangelischen Einwohner halten sich zur Kirchengemeinde in der Kreisstadt Ełk (Lyck), einer Filialgemeinde der Pfarrei Pisz (Johannisburg) in der Diözese Masuren der Evangelisch-Augsburgischen Kirche in Polen.

## Verkehr

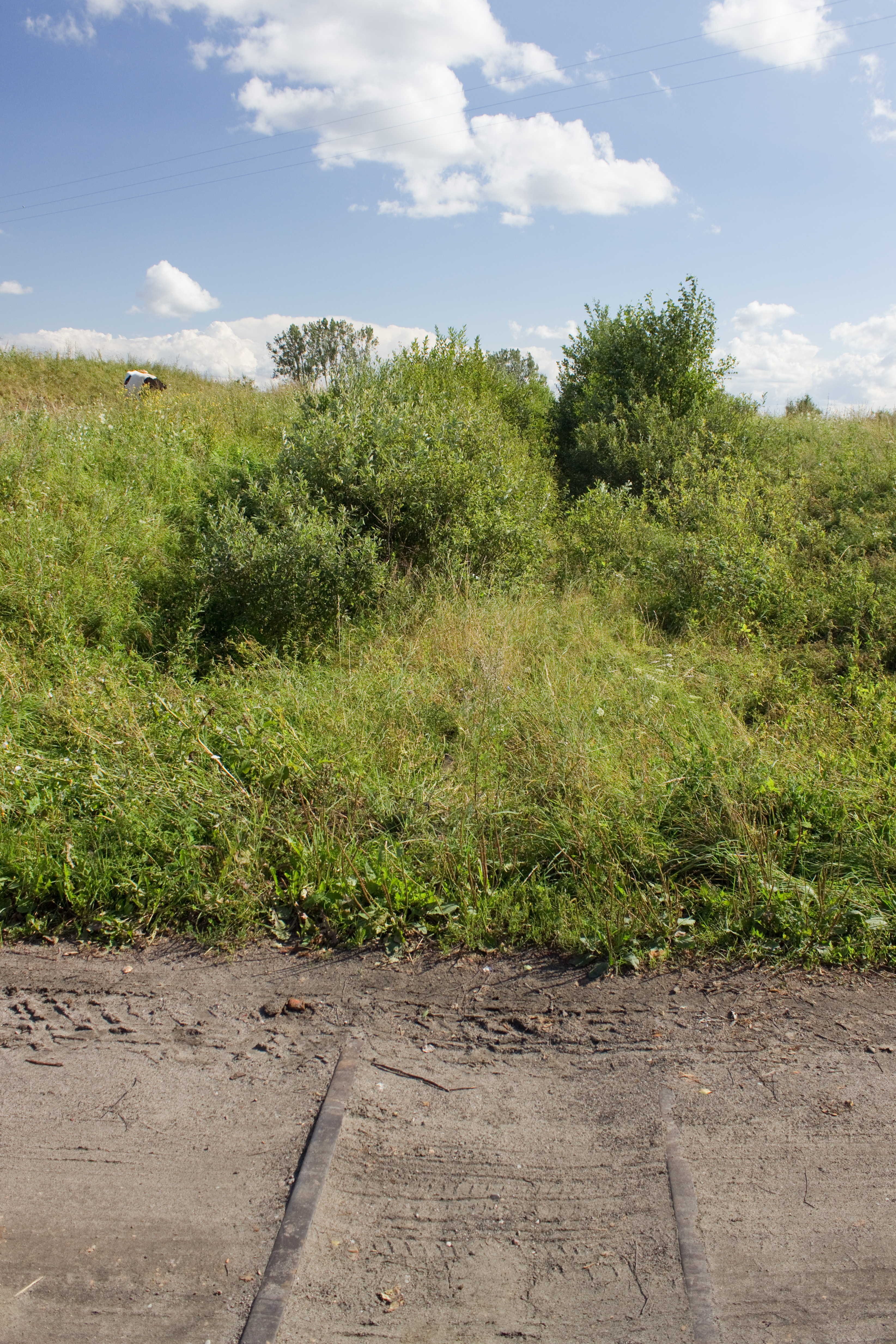
Bahngleise der Ełcka Kolej Wąskotorowa in Grądzkie Ełckie – außer Betrieb

### Straße
Grądzkie Ełckie liegt verkehrsgünstig und ist von der polnischen Landesstraße 16 aus auf einer nach Borzymy führenden Nebenstraße zu erreichen.

### Schienen
Im Dezember 1915 wurde Gronsken mit einem eigenen Bahnhof an die Lycker Kleinbahnen angebunden, die zwischen der Kreisstadt Lyck (Ełk) und  dem Grenzort Thurowen (1938 bis 1945 Auersberg, polnisch Turowo) verkehrte. Augenblicklich ist auf der Strecke kein regulärer Betrieb und die Bahnstation Grądzkie Ełckie verwaist.